# Ghattamadamangala, Bangarapet
Ghattamadamangala là một làng thuộc tehsil Bangarapet, huyện Kolar, bang Karnataka, Ấn Độ.